# Racconti crudeli (Villiers de L'Isle-Adam)
Racconti crudeli (Contes cruels) è il titolo di una raccolta di brevi storie scritte da Auguste Villiers de L'Isle-Adam, pubblicate nel febbraio del 1883 presso l'editore Calmann-Lévy.

## Stile ed influenze
Nella stesura dei Contes cruels l'autore si è ispirato in maniera particolare alle atmosfere presenti nei racconti di Edgar Allan Poe. Sono infatti presenti caratteri tipici della letteratura del terrore: dal tema della morte alle ambientazioni gotiche, Villiers de L'Isle-Adam dimostra di aver preso spunto dall'autore statunitense. Lo scrittore tuttavia non si limita ad una mera riproposizione delle tematiche care a Poe, ma introduce in molti dei suoi racconti tematiche decadentistiche, come il rifiuto del positivismo ottocentesco e la critica all'idea di progresso sostenuta in quei tempi dal nuovo ceto borghese.

## I racconti
- Le signorine Bienfilâtre (Les demoiselles de Bienfilâtre)
- Vera (Véra)
- Vox populi (Vox populi)
- Due indovini (Deux augures)
- La pubblicità celeste (L'Affichage céleste)
- Antonie (Antonie)
- La macchina per la gloria (La machine à gloire)
- Duke of Portland (Duke of Portland)
- Virginie e Paul (Virginie et Paul)[1]
- Il convitato delle ultime feste (Le Convive des dernières fêtes)
- Tanto da ingannarsi (A s'y méprendre)
- L'impazienza della folla (Impatience de la foule)
- Il segreto della musica vecchia (Le Secret de l'ancienne musique)
- Sentimentalismo (Sentimentalisme)
- Il più bel pranzo del mondo (Le Plus Beau Dîner du monde)
- Il desiderio di essere un uomo (Le Désir d'être un homme)
- I fiori delle tenebre (Fleurs de ténèbres)
- L'apparecchio per l'analisi chimica dell'ultimo respiro (L'Appareil pour l'analyse chimique du dernier soupir)
- I briganti (Les Brigands)
- La regina Isabella (La Reine Ysabeau)
- Fosco il racconto, ancor più fosco il narratore (Sombre récit, conteur plus sombre)
- La connessione (L'Intersigne)
- La sconosciuta (L'Inconnue)
- Maryelle (Maryelle)
- Il trattamento del dottor Tristan (Le Traitement du docteur Tristan)
- Racconto d'amore (Conte d'amour)
- Ricordi occulti (Souvenirs occultes)
- Epilogo. L'annunciatore (L'Annonciateur. Épilogue)

## Edizioni italiane
- trad. anonima parziale, Un tragico convito: racconti crudeli, Milano: Modernissima, 1919
- trad. di F. Galli, Racconti crudeli, Bologna: Apollo, 1927
- trad. di Franca Uffreduzzi, Racconti crudeli, introduzione di Gianni Nicoletti, Torino: Utet, 1968
- trad. parziale di Claudia Weiss, Il convitato delle ultime feste, Parma: FMR, 1980 (collana "La biblioteca di Babele n. 23, a cura di Jorge Luis Borges)
- trad. parziale e introduzione di Gloria De Antoni e Loredana Scaramella, Racconti crudeli, Roma: Savelli, 1980
- trad. e introduzione di Goffredo Feretto, Racconti crudeli, Genova: Ecig, 1986
- trad. di Maurizio Cucchi, Racconti crudeli, prefazione di Mario Luzi, Roma: Editori Riuniti, 1987
- trad. parziale di Enrico Badellino, La celeste avventura e altri racconti, Latina: L'argonauta, 1993
- trad. parziale, Il desiderio di essere un uomo, Ripatransone: Maroni, 1993
- trad. di Maurizio Grasso. Racconti crudeli, introduzione di Riccardo Reim, Roma: Newton Compton, 1993
- trad. di Giuseppe Montesano e Carmen Covito, Racconti crudeli, Milano: Frassinelli, 1995; con uno scritto di Paul Verlaine, Milano: Oscar Mondadori, 2011

Benché porti il titolo di Storie insolite e Racconti crudeli (Milano: Bompiani, 1945) la traduzione di Camillo Sbarbaro comprende le due raccolte del 1888, Nouveaux Contes cruels e Histoires insolites.